# ロンリーナイト マジックスペル
『ロンリーナイト マジックスペル』は、2016年12月14日、GIZA studioから発売された、植田真梨恵のメジャー2枚目のフル・アルバム。

## 内容
前作から1年10カ月となる本作は、植田が子供の頃から好きだった「夢」という言葉がテーマ。心の奥に抱えた深い淀みが見え隠れするリードトラック「ダイニング」、幸せな日常風景を明るく切り取った「パエリア」などが収録されている。
初回限定盤にはビデオクリップをコンパイルしたDVD「植田真梨恵 PV collection -2015 / 2016-」が同梱される。

## 収録曲
全曲　作詞・作曲：植田真梨恵
CD
1. Intro
編曲：soshiranu
2. わかんないのはいやだ
編曲：徳永暁人
3. WHO R U ?
編曲：いっせーのーせ
4. 悪い夢
編曲：いっせーのーせ
5. ダイニング
編曲：joe daisque
6. I was Dreamin’ C U Darlin’
編曲：廣瀬武雄
7. パエリア
編曲：joe daisque
8. 夢のパレード
編曲：徳永暁人
9. 僕の夢
編曲：西村広文
10. ふれたら消えてしまう
編曲：岡崎健
11. スペクタクル
編曲：いっせーのーせ
12. JOURNEY
編曲：麻井寛史
13. 犬は犬小屋に帰る
編曲：いっせーのーせ

DVD
1. FRIDAY
2. hanamoge
3. さよならのかわりに記憶を消した
4. クリア
5. わかんないのはいやだ
6. スペクタクル
7. ふれたら消えてしまう
8. まわりくるもの
9. 夢のパレード

## レコーディング参加
- 岡崎健 - ギター
- 鶴澤夢人 - ギター
- 麻井寛史（Sensation） - ベース
- 徳永暁人（doa） - ベース
- 車谷啓介（Sensation） - ドラム
- 西村広文 - ピアノ